# Nikolas Stihl
Nikolas Stihl (* 22. Mai 1960 in Ludwigsburg) ist ein deutscher Unternehmer. Er hat seit 2012 den Vorsitz des Beirats der 
Stihl Holding AG & Co. KG und des Aufsichtsrats der Stihl AG von seinem Vater, Hans Peter Stihl, übernommen.

## Leben
Nikolas Stihl studierte von 1980 bis 1988 Maschinenbau an der Universität Stuttgart und schloss das Studium als Diplom-Ingenieur ab. 1997 promovierte er an der Fakultät für Maschinenbau und Verfahrenstechnik der Technischen Universität Chemnitz. Erste praktische Erfahrungen sammelte er als Ingenieur bei der Mercedes-Benz AG und als Unternehmensberater.
In die Stihl Unternehmensgruppe trat Stihl 1992 als Assistent der Geschäftsführung ein. Nur wenig später leitete er das Produktmanagement des Motorsägengeschäfts bei der größten Auslandsgesellschaft, der Stihl Incorporated, Virginia Beach/USA. 1993 übernahm er die Geschäftsführung der Viking GmbH mit Sitz in Langkampfen/Österreich. In seiner Funktion als Geschäftsführer eines Herstellers von Gartengeräten war er von 2002 bis 2006 Präsident der European Garden Machinery Industry Federation (EGMF), Brüssel. 2011 legte er die Geschäftsführung bei Viking nieder, um den Vorsitz des Holding-Beirats von Stihl und den Vorsitz des Aufsichtsrats der Stihl AG zu übernehmen.

## Auszeichnungen
Als Vorstandsmitglied der Handelskammer Deutschland-Schweiz/Liechtenstein setzt sich Nikolas Stihl für die Förderung der Wirtschaftsbeziehungen zwischen den Ländern ein. Im Oktober 2012 wurde er für sein Wirken als Geschäftsführer von Viking mit dem Tiroler Adler-Orden in Gold ausgezeichnet.
Am 30. Januar 2024 bekam er das Große Silberne Ehrenzeichen für Verdienste um die Republik Österreich von der Generalkonsulin Eva Maria Ziegler im Beisein von Waiblingens Oberbürgermeister Sebastian Wolf überreicht.